# فرودگاه آبی دریاچه اسپوت
فرودگاه آبی دریاچه اسپوت (به انگلیسی: Spout Lake Water Aerodrome) یک فرودگاه همگانی است که یک باند فرود آب دارد. این فرودگاه در کشور کانادا قرار دارد و در ارتفاع ۱۰۸۵ متری از سطح دریا واقع شده است.